# Rodolfo Pérez Valero
Rodolfo Pérez Valero (La Habana, 3 de mayo de 1947), novelista y cuentista cubano, especializado en el género policiaco que también ha escrito teatro para niños y adultos. Junto a Ignacio Cárdenas Acuña, Armando Cristóbal y Alberto Molina es uno de los pioneros fundadores de la literatura policiaca cubana.
Se inició como escritor cuando, a los 26 años, obtuvo el Primer Premio de Novela en el Concurso Nacional de Literatura Policiaca Aniversario de la Revolución con No es tiempo de ceremonias, que pronto se convirtió en un best seller nacional y fue publicada también en Buenos Aires, Puebla, Praga, Bratislava, Moscú, Sofía y Kiev.
Posteriormente publicó otras novelas y libros de cuentos que lo situaron entre los más destacados y populares escritores policiacos cubanos.
En 1986, junto a Alberto Molina, creó la revista Enigma y organizó en La Habana el Encuentro de Escritores Policiacos Cuba 86. Allí, fundó la Asociación Internacional de Escritores Policiacos, AIEP, junto a Molina, los mexicanos Paco Ignacio Taibo II y Rafael Ramírez Heredia, el uruguayo Daniel Chavarría, el ruso Julian Semionov y el checo Jiri Prochazka. Fue Secretario General de la AIEP y, posteriormente, su primer Vicepresidente por América Latina. En la actualidad, es miembro de la Rama Norteamericana de la AIEP-IACW.
Es autor de la primera novela policiaca de ciencia ficción cubana, Confrontación, escrita junto a Juan Carlos Reloba.
Por su novela El misterio de las Cuevas del Pirata, galardonada en 1979 en el Concurso Nacional de Literatura UNEAC, está considerado, junto a Antonio Benítez Rojo y Joel Franz Rosell, uno de los pioneros de la novela juvenil de aventuras cubana.
En 1988, fue uno de los escritores fundadores de la primera Semana Negra de Gijón, organizada por Paco Ignacio Taibo II, y asistió también a las de 1990, 1993, 2007 y 2010.
Es el único escritor que ha ganado el Primer Premio de Cuento de la Semana Negra de Gijón en cinco ocasiones, 1990, 1993, 1996, 2006 y 2009. Paco Ignacio Taibo II lo ha calificado como el gran cuentista del neopolicial latinoamericano.
En 2024, Plaza Editorial de Miami lanzó la Edición 50 Aniversario de su novela No es tiempo de ceremonias, En 2019, publicó La noche que te regalé París, la cuarta de una serie de novelas de aventuras policiacas para jóvenes y adultos, que sigue después de Misterio en Nueva York, Misterio en el Caribe y Misterio en Venecia. En 2018, publicó Crimen en Noche de máscaras y otras obras de teatro policiaco, que contiene seis obras teatrales policiacas. 

## Biografía
Nació y se crio en Guanabacoa, localidad de la Ciudad de La Habana... 
Estudió en las Escuelas Pías, y luego se graduó de Teatro en la Escuela Nacional de Arte de Cuba y trabajó 20 años en el grupo teatral profesional Rita Montaner, en la capital cubana. Es Licenciado en Literatura Hispanoamericana en la Universidad de La Habana y tiene una maestría en Español en la Universidad Internacional de la Florida, FIU.
A los 20 años se hizo una cirugía plástica que le cambió el rostro.
Después de dos matrimonios anteriores, se casó con Raquel Cintra, especialista en arte de la Biblioteca Nacional de Cuba, y nació Romy, quien es graduada de Psicólogía, tiene una maestría de Trabajadora Social en FIU y es Terapeuta en el Jackson Memorial Hospital de Miami.
En 1995 emigró a Estados Unidos con su esposa e hija.
Trabajó por diez años como escritor de la cadena CBS-Telenoticias y Productor Ejecutivo de programas noticiosos en la cadena NBC-Telemundo, y luego otros 19 años en el Noticiero Nacional de la cadena Univisión.
En el 2001, por rocambolescas circunstancias de la vida, se cambió el nombre y, al año siguiente, se lo volvió a cambiar. 
En una reciente entrevista dijo que, como un personaje de novela policiaca, no tiene el rostro que debía tener, no vive en el país en que debía vivir y ni siquiera lleva su propio nombre y, paradójicamente, Rodolfo Pérez Valero es ahora solo su seudónimo literario.

## Obras publicadas

### Novelas
- La noche que te regalé París – Publicada en Miami, 2019.
- Misterio en Nueva York – Publicada en Miami, 2017.
- Misterio en Venecia – Publicada en Miami, 2016.
- Misterio en el Caribe – Publicada en Miami, 2015.
- Habana Madrid – Publicada en Miami, 2012.
- Confrontación, (con Juan Carlos Reloba) – La Habana, 1985. Traducida y publicada en Moscú, 1991.
- El misterio de las Cuevas del Pirata – La Habana, 1981. Televisada en Cubavisión, 1985. Traducida y publicada en Kiev, 1985.
- No es tiempo de ceremonias – La Habana, 1974. Televisada en el canal 6, La Habana, 1976. Reeditada en La Habana en 1977 y 1979, en Buenos Aires, 1975, en Puebla, 1987 y en Miami, 2024 en Edición 50 Aniversario. Traducida y publicada en Praga, 1979, Moscú, 1977, Bratislava, 1984 y Sofía, 1985.

### Libros de cuentos
- Un hombre toca a la puerta bajo la lluvia - Publicado en México, 2010.
- Algún día serás mía, y otros amores desesperados - Publicado en Miami, 2009.
- Descanse en paz, Agatha Christie - Publicado en La Habana, 1993.
- Para vivir más de una vida - Publicado en La Habana, 1976 y en Moscú, 1983.

### Obras de teatro
- La mano de Dios – Llevada a la escena en Toluca por el Grupo Imakinación Teatro, 2019.
- Crimen en Noche de máscaras y otras obras de teatro policiaco – Libro publicado en Miami, 2018. Incluye las obras Crimen en Noche de máscaras, Usted también puede escribir un cuento policiaco, Un hombre toca a la puerta bajo la lluvia, Sinflictivo, La mano de Dios y Tobita.
- Tobita – Televisada en Cubavisión por Manuel Lorenzo Abdala, 1990. Llevada a la escena en La Habana y Bogotá.
- Estación de cambio – Llevada a la escena en La Habana por el Grupo Rita Montaner, 1988.
- Crimen en Noche de máscaras (junto a Antonio Veloso) – Llevada a la escena en La Habana por el grupo Bertolt Bretch, 1981. Televisada en Cubavisión, 1986. Editada en La Habana, en 1986 y 1989.

### Obras de teatro para niños
- Las siete puntas de la corona del rey Tragamás (junto a Antonio Veloso) – Publicada en La Habana, 1979. Llevada a la escena en Caracas y Ciudad de Guatemala, y televisada en Managua.
- Los apuros de Popito – Publicada en La Habana, 1985. Llevada a la escena en La Habana y en Murcia, España.

### Obras en antologías
- Noir Tropical Miami - 2023
- Regreso a la isla en negro - 2022
- Una latinoamericana forma de morir - 2017
- Miami (Un)plugged - 2016
- Doce relatos oscuros - 2015
- Viaje One Way - 2014
- Isla en negro - 2014
- Los olvidados - 2010
- Variaciones en negro. Relatos policiales iberoamericanos - 2003
- Somebody Killed a Beauty and Other Stories - 1995
- Ausencias - 1995
- La coartada cultural - 1994
- Carta de triunfo e outras histórias
- Alguém Matou a beleza
- Contos policiais cubanos (dos cuentos)
- Monólogos cubanos - 1989
- Aventuras insólitas - 1988
- Misterios para vencer - 1988
- Contar quince años - 1987
- Alguien mató la belleza
- Cuentos cubanos de ciencia ficción - 1983
- Teatro para niños - 1981
- Varios cuentos policiacos cubanos (dos cuentos) - 1980
- Dice la palma - 1979

## Premios y reconocimientos recibidos
- Primer Premio en el Concurso de Relatos de la Semana Negra de Gijón 2009 por Dioses y orishas.
- Primer Premio en el Concurso de Novelas Voces del Chamamé 2008 por Habana Madrid, en Asturias, España.
- Primer Premio en el Concurso de Relatos de la Semana Negra de Gijón 2006 por Querido Subc. Marcos.
- Primer Premio en el Concurso de Relatos de la Semana Negra de Gijón 1996 por Sinflictivo.
- Primer Premio en el Concurso de Relatos de la Semana Negra de Gijón 1993 por Las reglas del juego.
- Primer Premio en el Concurso de Relatos de la Semana Negra de Gijón 1990 por Lección 26.
- Primer Premio Nacional de Teatro Policiaco Aniversario de la Revolución en 1981 por Crimen en Noche de Máscaras
- Primer Premio Nacional de Teatro para Niños La Edad de Oro en 1978 por Las siete puntas de la corona del rey Tragamás
- Primer Premio Nacional de Libro de Cuentos Policiacos Aniversario de la Revolución en 1976 por Para vivir más de una vida
- Primer Premio Nacional de Novela Policiaca Aniversario de la Revolución en 1974 por No es tiempo de ceremonias
- Primera Mención de Novela Policiaca Concurso Aniversario de la Revolución en 1982 por Confrontación
- Mención en el Concurso de Relatos de la Semana Negra de Gijón 1992 por Un hombre toca a la puerta.
- Mención en el Concurso de Relatos de la Semana Negra de Gijón 1988 por Amanecer sobre la ciudad.